# كنزينغتون
كنزينغتون هي مركز الحي الثري المعروف في لندن كينسينغتون وتشيلسي وتقع المنطقة في وسط غرب لندن، عدد سكان المنطقة يقدر بـ65000 ألفا بحسب احصائيات عام 2011 ويتواجد بها العديد من المواقع التجارية والسياحية مثل متحف التاريخ الطبيعي في لندن وقاعة ألبرت الملكية ومتحف فيكتوريا وألبرت وغيرها من المواقع السياحية.